# Schönburgische Herrschaften
Schönburgische Herrschaften bezeichnen den Besitz des Hauses Schönburg im Westen des heutigen Freistaats Sachsen. Zum einen sind damit die fünf reichsfreien Herrschaften Waldenburg, Glauchau, Lichtenstein, Hartenstein und Stein gemeint, die nach dem Rezess mit dem sächsischen Kurfürsten 1740 als Schönburgische Rezessherrschaften allmählich im sächsischen Staat aufgingen. Zum anderen bezeichnet der Begriff die kursächsischen Ämter Remse, Penig, Rochsburg und Wechselburg, die an die Schönburger verlehnt wurden (Schönburgische Lehnsherrschaften).

## Geographische Ausdehnung
Das Gebiet der Schönburgischen Herrschaften bestand bis zum Verkauf der oberen
Grafschaft Hartenstein 1559 aus drei, danach aus zwei voneinander getrennten Gebieten.
Die fünf Rezessherrschaften und die Landesherrschaft Remse bildeten das
Kernstück des schönburgischen Besitzes. Es reichte vom Erzgebirge bei Hartenstein bis ins Erzgebirgsvorland. Die Zwickauer Mulde durchfloss das Gebiet bei Hartenstein und von Glauchau bis Wechselburg. Die Fluren Wolkenburg-Kaufungens trennten das Gebiet der Rezessherrschaften von den Landesherrschaften Penig, Rochsburg und Wechselburg. Nebenflüsse der Zwickauer Mulde im schönburgischen Gebiet waren der Lößnitzbach, der Mülsenbach im Mülsengrund, der Lungwitzbach, das Chursbachtal und das untere Tal der Chemnitz von Taura bis zur Mündung in die Zwickauer Mulde.
Die obere Grafschaft Hartenstein wurde durch das sächsische Amt Grünhain von der niederen Grafschaft getrennt. Sie befand sich im Kammgebiet des Fichtelbergs und umfasste den Crottendorfer Forst und die Oberläufe der Flüsse Große Mittweida, Zschopau, Sehma und Pöhlbach. Ein weiterer bedeutender Berg im Gebiet ist der Scheibenberg (Erzgebirge). Die südliche Grenze des Amtes bildete gleichzeitig die Landesgrenze nach Böhmen.
Das Gebiet der Rezessherrschaften befindet sich heute im Norden und Osten des Landkreises Zwickau. Das Gebiet der niederen Grafschaft Hartenstein befindet sich hauptsächlich im Osten dieses Landkreises, die Landesherrschaften befinden sich heute im Westen des Landkreises Mittelsachsen.

## Angrenzende Verwaltungseinheiten
Die Angaben beziehen sich auf die Schönburgischen Herrschaften mit den fünf Rezessherrschaften, den vier Landesherrschaften und der Residenzstadt Glauchau. Die Grenzen der oberen Grafschaft Hartenstein und die Exklave des Amts Borna, die die Herrschaften teilte, werden hier vernachlässigt.
| Amt Borna und Herzogtum Sachsen-Altenburg | Amt Rochlitz                                | Amt Chemnitz und Amt Augustusburg |
| Amt Zwickau und Herrschaft Wildenfels     | Kompassrose, die auf Nachbargemeinden zeigt | Amt Stollberg                     |
| Amt Wiesenburg                            | Kreisamt Schwarzenberg                      | Amt Grünhain                      |

## Geschichte

### Entstehung der reichsunmittelbaren Schönburgischen Herrschaften
Das Adelsgeschlecht der Schönburger wurde erstmals 1130 auf der Schönburg bei Naumburg urkundlich erwähnt. Ursprünglich besaß es ab 1182 ein reichsunmittelbares Gebiet in der Gegend von Geringswalde bei Mittweida mit dem Kloster St. Marien (1182 bis 1542), welches 1590 an das Kurfürstentum Sachsen (Amt Rochlitz) abgetreten wurde.
Das Haus Schönburg kam um 1170 in Besitz der Gegend um Glauchau. Von dort aus bildeten sie die reichsunmittelbaren Herrschaften Glauchau (seit 1256), Lichtenstein (seit 1286) und Waldenburg (seit 1378). Durch die Verlehnung dieser Gebiete an den böhmischen König, welche bis 1779 fortbestand, war eine staatliche Souveränität gegenüber dem Kurfürstentum Sachsen gewährleistet. Im Jahr 1493 wurde die Herrschaft Meerane, die seit dem 13. Jahrhundert vom böhmischen König an die Schönburger verlehnt war, mit der Herrschaft Glauchau vereinigt. Um 1300 ging die Stadt Crimmitschau in den Besitz der Schönburger über, sie kam jedoch im Jahr 1413 an die Wettiner.
Im Jahre 1406 kam die ebenfalls reichsunmittelbare Grafschaft Hartenstein durch Verpfändung vom meißnischen Burggrafen Heinrich I. von Hartenstein an das Haus Schönburg. Burggraf Heinrich I. von Hartenstein nahm jedoch die bis dahin zu Hartenstein gehörende Herrschaft Wildenfels von dieser Verpfändung aus und blieb deren Lehnsherr, wodurch dieses Gebiet nach 1440 endgültig von Hartenstein getrennt wurde. Mit dem Preßburger Machtspruch 1439 wurden die kursächsischen Wettiner indirekt Lehnsherren der Grafschaft Hartenstein, welches 1456/57 von Kaiser Friedrich III. nochmals bestätigt wurde.
Seit der Leipziger Teilung 1485 lagen die Schönburgischen Herrschaften zwischen den Gebieten des albertinischen Herzogtum Sachsen im Osten und des ernestinischen Kurfürstentum Sachsen im Westen und Norden. Sie trennten seitdem bis zur Niederlage der Ernestiner im Schmalkaldischen Krieg 1547 das kurfürstlich-sächsische ernestinische Gebiet im Westen mit der Stadt Zwickau vom herzöglich-sächsischen albertinischen Sachsen im Osten mit der Stadt Chemnitz voneinander. Da die Grafschaft Hartenstein im Gegensatz zu den anderen Herrschaften kursächsisches Reichsafterlehen war, wurde die Reformation in der Grafschaft bereits 1539/40 eingeführt und somit drei Jahre früher als in den damals böhmischen Reichafterlehnsherrschaften Lichtenstein, Glauchau und Waldenburg.
Auf dem Reichstag waren die Schönburger anteilig über den Wetterauer Grafenverein vertreten.

### Territoriale Veränderungen
Im Jahr 1488 kam die Grundherrschaft Tirschheim mit zwei Dörfern und zwei Dorfanteilen vom Kloster Remse an die Herren von Schönberg. Da es sich bei den vier verstreut liegenden Orten um kursächsisches Lehen handelte, übernahm die Verwaltung ein eigener Dingstuhl, welcher die Kompetenz eines sächsischen Vasallengerichts hatte. Die Gerichtsbarkeit lag hingegen bei den Herren von Schönburg.
Im Jahr 1524 wurde das „Gesamthaus“ Schönburg mit dem Regierungssitz Glauchau eingerichtet, um bei künftigen Teilungen den Zerfall der Schönburgischen Herrschaften zu verhindern und um eine einheitliche Vertretung nach außen zu haben.
Im Tausch gegen die Schönburgischen Ämter Hohnstein, Lohmen, Wehlen in der Sächsischen Schweiz und die Herrschaft Kriebstein bei Mittweida erhielten die Schönburger die albertinischen Ämter Remse, Penig, Wechselburg (alle 1543) und Rochsburg (1548) als Lehen. 1559 wurde der obere Teil der Grafschaft Hartenstein von den Schönburgern an die Wettiner verkauft und wurde als kursächsisches Amt Crottendorf neu gebildet. 1681 wurde die Herrschaft Glauchau in die Teilherrschaften Forderglauchau und Hinterglauchau geteilt. Von 1683 bis 1763 war Forderglauchau wiederum in einen Penigschen und einen Wechselburger Anteil aufgeteilt.
Mit dem Tod Otto Ludwigs von Schönburg im Jahr 1701 beziehungsweise dem Erbvertrag seiner vier erbberechtigten Söhne wurde 1702 die Herrschaft Stein aus einem Teil der Grafschaft Hartenstein gebildet.

### Verlust der Reichsunmittelbarkeit und schrittweise Eingliederung in den sächsischen Staat

Territorium der Schönburgischen Herrschaften um 1740

1740 schlossen die Wettiner einen Rezess mit den Herren von Schönburg, durch welchen die Schönburger die Landeshoheit des sächsischen Herrscherhauses über die bis dahin reichsunmittelbaren Herrschaften Waldenburg, Glauchau, Lichtenstein, Hartenstein (die niedere Grafschaft) und Stein anerkennen mussten. Die Lehnsherrschaft des böhmischen Königs über die nun „Rezessherrschaften“ genannten Gebiete Waldenburg, Glauchau und Lichtenstein endete 1779. Durch den Übergang dieser Herrschaften in sächsische Lehen vollzog sich die allmähliche Eingliederung in den sächsischen Staat.
Seit 1835 wurde die Lehnsherrschaft Remse mit den Grundherrschaften Tirschheim und Ziegelheim administrativ durch das königlich-sächsische Amt Zwickau verwaltet. Die anderen drei Lehnsherrschaften Penig, Wechselburg und Rochsburg, welche territorial durch eine kleine Exklave des Amts Borna (Herrschaft Wolkenburg) von den Rezessherrschaften getrennt waren, fielen 1835 unter die Verwaltung des königlich-sächsischen Amts Rochlitz.
Die fünf Rezessherrschaften blieben bis 1878 unter schönburgischer Hoheit. Die Rechtsprechung wurde ab 1865 im Fürstlichen und Gräflichen Schönburgischen Bezirksgericht Glauchau wahrgenommen. Danach wurden sie vollständig in das Königreich Sachsen integriert. Aus den Herrschaften Waldenburg, Glauchau und Lichtenstein und dem Amt Remse wurde 1880 die Amtshauptmannschaft Glauchau gebildet. Die Herrschaft Stein und die niedere Grafschaft Hartenstein (ohne den Gerichtsamtsbezirk Lößnitz) kam an die Amtshauptmannschaft Zwickau. Der hartensteinische Gerichtsamtsbezirk Lößnitz wurde der Amtshauptmannschaft Schwarzenberg zugeordnet.
Dem Haus Schönburg blieb danach nur der Privatbesitz in eigenständiger Verwaltung, bis dieser durch die in der Sowjetischen Besatzungszone durchgeführte Bodenreform 1945 enteignet wurde.

## Schönburgische Herrschaftslinien
Die Schönburgischen Herrschaften gehörten folgenden Linien an:
- der fürstlichen Linie Schönburg-Waldenburg:
  - die Herrschaft Waldenburg (bis 1779 böhmisches Reichsafterlehen, dann sächsisches Reichsafterlehen)
  - die Herrschaft Lichtenstein (bis 1779 böhmisches Reichsafterlehen, dann sächsisches Reichsafterlehen)
  - die Herrschaft Hartenstein (ab 1559 nur noch die niedere Grafschaft) (seit 1439 sächsisches Reichsafterlehen)
  - die Herrschaft Stein (seit der Trennung von Hartenstein 1701 eigenes sächsisches Reichsafterlehen)
  - die Herrschaft Remse (Remissa) (seit 1543 kursächsisches Lehen)

- der gräflichen Linie zu Rochsburg und Hinterglauchau:
  - die Herrschaft Rochsburg (seit 1548 kursächsisches Lehen)
  - die Herrschaft Hinterglauchau (bis 1779 böhmisches Lehen, dann sächsisches Reichsafterlehen)

- der gräflichen Linie zu Penig-Penig:
  - die Herrschaft Penig (seit 1543 kursächsisches Lehen)
  - die Herrschaft Wechselburg (seit 1543 kursächsisches Lehen)
  - die Herrschaft Forderglauchau (bis 1779 böhmisches Reichsafterlehen, dann sächsisches Reichsafterlehen)

Nach dem Rezess vom 4. Mai 1740, in welchem die Schönburger die Landeshoheit des sächsischen Herrscherhauses der Wettiner über ihre Territorien anerkannten, wurden die fünf reichsunmittelbaren Herrschaften Waldenburg, Glauchau (Forder- und Hinter-Anteil), Lichtenstein, Hartenstein (niedere Grafschaft) und Stein als Rezessherrschaften bezeichnet. Die vier kursächsischen Lehnsämter Remse (Remissa), Penig, Rochsburg und Wechselburg wurden als Landesherrschaften bezeichnet.

### Geschichte der schriftsässigen Ämter vor der Vertauschung an das Haus Schönburg
Die Ämter Penig und Rochsburg waren von den Wettinern im 13. Jahrhundert an die Burggrafen von Altenburg verlehnt. Nach dem Aussterben der Altenburger Burggrafen im Mannesstamme, wurden die beiden Ämter im 15. Jahrhundert an die mit ihnen verwandten Burggrafen von Leisnig verlehnt. 1543 bzw. 1548 kamen sie als Tausch an das Haus Schönburg. Kursachsen behielt die Oberherrschaft über beide Gebiete. Sie gehörten seit der Leipziger Teilung 1485 zur albertinischen Linie der Wettiner.
Die Ämter Wechselburg und Remse haben ihren Ursprung in geistlichen Herrschaften. Das Amt Wechselburg war im Besitz des 1168 geweihten Chorherrenstifts und wurde 1278 dem Deutschen Orden übergeben. Nach der Einführung der Reformation wurde das Amt 1541 säkularisiert und als kursächsisches Lehen den Schönburgern übergeben. Das Amt Remse war im Besitz des Klosters Remse unter schönburgischer Hoheit. 1533 fiel es an den ernestinischen Kurfürsten und wurde 1543 schönburgisches Amt unter kursächsischer Hoheit.

## Herrschaften und zugehörige Orte

### Schönburgische Rezessherrschaften (reichsunmittelbar bis 1740)
Anmerkungen:
- Nach dem Verkauf an den sächsischen Kurfürsten wurde aus der oberen Grafschaft Hartenstein das kurfürstliche Amt Crottendorf gebildet.
- Die Herrschaft Glauchau bestand seit 1681 aus den beiden Teilherrschaften Forder- und Hinterglauchau, deren Besitzungen hier gemeinsam genannt werden.

| Ort | heutige Ortszugehörigkeit               | zugehörige Rezessherrschaft                              | Zeitraum des schönburgischen Besitzes | Bemerkungen |
| --- | --------------------------------------- | -------------------------------------------------------- | ------------------------------------- | --- |
| Alt Wiesenthal (Unterwiesenthal) | Stadt Kurort Oberwiesenthal             | obere Grafschaft Hartenstein                             | 1406–1559                             | nach 1559 zum Amt Crottendorf |
| Neustadt Wiesenthal (Stadt Oberwiesenthal) | Stadt Kurort Oberwiesenthal             | obere Grafschaft Hartenstein                             | 1406–1559                             | 1530 gegründet; nach 1559 Amt Crottendorf |
| Kretscham-Rothensehma | Gemeinde Sehmatal                       | obere Grafschaft Hartenstein                             | 1406–1559                             | nach 1559 zum Amt Crottendorf |
| Neudorf | Gemeinde Sehmatal                       | obere Grafschaft Hartenstein                             | 1406–1559                             | nach 1559 zum Amt Crottendorf |
| Crottendorf | Gemeinde Crottendorf                    | obere Grafschaft Hartenstein                             | 1406–1559                             | nach 1559 zum Amt Crottendorf |
| Bergstadt Scheibenberg | Stadt Scheibenberg                      | obere Grafschaft Hartenstein                             | 1406–1559                             | 1522 gegründet; nach 1559 zum Amt Crottendorf |
| Oberscheibe | Stadt Scheibenberg                      | obere Grafschaft Hartenstein                             | 1406–1559                             | nach 1559 zum Amt Crottendorf |
| Mittweida | Gemeinde Raschau-Markersbach            | obere Grafschaft Hartenstein                             | 1406–1559                             | nach 1559 zum Amt Crottendorf |
| Obermittweida | Gemeinde Raschau-Markersbach            | obere Grafschaft Hartenstein                             | 1406–1559                             | nach 1559 zum Amt Crottendorf |
| Stadt Elterlein mit Brünlas und Burgstädtel | Stadt Elterlein                         | obere Grafschaft Hartenstein                             | 1406–1559                             | nach 1559 zum Amt Crottendorf |
| Großpöhla | Stadt Schwarzenberg/Erzgeb.             | obere Grafschaft Hartenstein                             | 1406–1559                             | nach 1559 zum Amt Crottendorf |
| Bergstadt Lößnitz mit Dreihansen | Stadt Lößnitz                           | niedere Grafschaft Hartenstein                           | 1406–1878                             | Hauptstadt der Grafschaft Hartenstein |
| Niederlößnitz, Grüna, Ober- und Niederaffalter, Streitwald                                                                                                   | Stadt Lößnitz                           | niedere Grafschaft Hartenstein                           | 1406–1878                             | Grüna erstmals 1528 erwähnt, Streitwald entstand erst im 17. Jh.                                                                                            |
| Alberoda | Stadt Aue                               | niedere Grafschaft Hartenstein                           | 1406–1878                             | mit dem Edelhof |
| Niederpfannenstiel | Stadt Aue                               | niedere Grafschaft Hartenstein                           | 1406–1878                             | entstand erst im 17. Jahrhundert |
| Oberpfannenstiel | Stadt Lauter-Bernsbach                  | niedere Grafschaft Hartenstein                           | 1406–1878                             | entstand erst im 17. Jahrhundert |
| Lenkersdorf (hartensteinischer Anteil) | Stadt Zwönitz                           | niedere Grafschaft Hartenstein                           | 1406–1878                             | |
| Wüstungen Kempfersgrün, Sebottendorf und Hohenbrünn |                                         | niedere Grafschaft Hartenstein                           | 1406–1878                             | Wüstungen Kempfersgrün (zwischen Gablenz, Beutha und Grüna), Sebottendorf (zwischen Lößnitz, Raum und Grüna) und Hohenbrünn (zwischen Lößnitz und Grünhain) |
| Beutha | Stadt Stollberg/Erzgeb.                 | niedere Grafschaft Hartenstein                           | 1406–1878                             | |
| Raum | Stadt Stollberg/Erzgeb.                 | niedere Grafschaft Hartenstein                           | 1406–1878                             | entstand erst im 17. Jahrhundert. In seiner Nähe befand sich die Meisterei, welche die Scharfrichterei der Grafschaft Hartenstein war.                      |
| Burg Hartenstein und Stadt Hartenstein | Stadt Hartenstein                       | niedere Grafschaft Hartenstein                           | 1406–1878                             | die Stadt wurde 1378 erstmals urkundlich erwähnt |
| Thierfeld, Zschocken (Hartensteiner Anteil) | Stadt Hartenstein                       | niedere Grafschaft Hartenstein                           | 1406–1878                             | |
| Burg Stein mit dem Ort Stein | Stadt Hartenstein                       | niedere Grafschaft Hartenstein, ab 1701 Herrschaft Stein | 1406–1878                             | seit 1701 Residenz des Amtes Stein |
| Wildbach | Gemeinde Bad Schlema                    | niedere Grafschaft Hartenstein, ab 1701 Herrschaft Stein | 1406–1878                             | mit der 1320 zerstörten Isenburg |
| Langenbach | Gemeinde Langenweißbach                 | niedere Grafschaft Hartenstein, ab 1701 Herrschaft Stein | 1406–1878                             | der Ortsteil Fährbrücke entstand erst im 19. Jahrhundert.                                                                                                   |
| Wüstungen Nieder- und Ober-Opritz zwischen Stein und Langenbach                                                                                              | Stadt Hartenstein                       | niedere Grafschaft Hartenstein, ab 1701 Herrschaft Stein | 1406–1878                             | |
| Schönau (Hartensteiner Anteil) | Stadt Wildenfels                        | niedere Grafschaft Hartenstein                           | 1406–1878                             | nach der Trennung von der Herrschaft Wildenfels Exklave von Hartenstein (ab 1440)                                                                           |
| Oberhaßlau, Niederhaßlau, Rosenthal | Stadt Wilkau-Haßlau                     | niedere Grafschaft Hartenstein                           | 1406–1878                             | nach der Trennung von der Herrschaft Wildenfels Exklave von Hartenstein (ab 1440); als „Haßlau“ zu Vielau (Hartensteiner Anteil) gehörig                    |
| Vielau (Hartensteiner Anteil) mit Rittersitz | Gemeinde Reinsdorf                      | niedere Grafschaft Hartenstein                           | 1406–1878                             | nach der Trennung von der Herrschaft Wildenfels Exklave von Hartenstein (ab 1440)                                                                           |
| Reinsdorf (Hartensteiner Anteil) mit dem Rittergut | Gemeinde Reinsdorf                      | niedere Grafschaft Hartenstein                           | 1406–1878                             | kleiner Anteil |
| Härtensdorf (Hartensteiner Anteil) | Stadt Wildenfels                        | niedere Grafschaft Hartenstein                           | 1406–1878                             | kleinerer Anteil |
| Oelsnitz/Erzgeb. (Hartensteiner Anteil) | Stadt Oelsnitz/Erzgeb.                  | niedere Grafschaft Hartenstein                           | 1406–1878                             | |
| Ortmannsdorf (Hartensteiner Anteil) mit dem Rittergut und Neudörfel (ab 1923: Neuschönburg)                                                                  | Gemeinde Mülsen                         | niedere Grafschaft Hartenstein                           | 1406–1878                             | |
| Ortmannsdorf (Lichtensteiner Anteil) mit dem Rittergut und Neudörfel (ab 1923: Neuschönburg)                                                                 | Gemeinde Mülsen                         | Herrschaft Lichtenstein                                  | 1286–1878                             | |
| Mülsen St. Niclas, Mülsen St. Jacob | Gemeinde Mülsen                         | niedere Grafschaft Hartenstein                           | 1406–1878                             | |
| Mülsen St. Micheln, Stangendorf, Thurm | Gemeinde Mülsen                         | Herrschaft Lichtenstein                                  | 1286–1878                             | |
| Niedermülsen, Berthelsdorf und Wulm | Gemeinde Mülsen                         | Herrschaft Glauchau                                      | 1256–1878                             | |
| Stadt Lichtenstein mit dem Schloss Lichtenstein | Stadt Lichtenstein                      | Herrschaft Lichtenstein                                  | 1286–1878                             | Residenz der Herrschaft Lichtenstein |
| Rödlitz, Callnberg (1708 gegr.) | Stadt Lichtenstein                      | Herrschaft Lichtenstein                                  | 1286–1878                             | |
| Hohndorf | Gemeinde Hohndorf bei Stollberg/Erzgeb. | Herrschaft Lichtenstein                                  | 1286–1878                             | |
| Gersdorf | Gemeinde Gersdorf                       | Herrschaft Lichtenstein                                  | 1286–1878                             | |
| Bernsdorf, Rüsdorf | Gemeinde Bernsdorf                      | Herrschaft Lichtenstein                                  | 1286–1878                             | |
| Oberlungwitz | Stadt Oberlungwitz                      | Herrschaft Lichtenstein                                  | 1286–1878                             | Stadt seit 1936 |
| Kuhschnappel | Gemeinde St. Egidien                    | Herrschaft Lichtenstein                                  | 1286–1878                             | |
| St. Egidien, Lobsdorf | Gemeinde St. Egidien                    | Herrschaft Glauchau                                      | 1256–1878                             | |
| Stadt Glauchau mit den beiden Schlössern Schloss Forderglauchau und Schloss Hinterglauchau                                                                   | Stadt Glauchau                          | Herrschaft Glauchau                                      | 1256–1878                             | Residenz der Herrschaften Forder- und Hinterglauchau |
| Albertsthal, Gesau, Höckendorf, Hölzel, Jerisau, Kleinbernsdorf, Lipprandis, Niederlungwitz, Reinholdshain, Rothenbach, Schönbörnchen, Voigtlaide, Wernsdorf | Stadt Glauchau                          | Herrschaft Glauchau                                      | 1256–1878                             | |
| Oberrothenbach (ohne Helmsdorf), Schlunzig, Jüdenhain, Mosel (Schönburgischer Anteil)                                                                        | Stadt Zwickau                           | Herrschaft Glauchau                                      | 1256–1878                             | |
| Dennheritz (Schönburgischer Anteil), Niederschindmaas (Schönburgischer Anteil), Oberschindmaas                                                               | Gemeinde Dennheritz                     | Herrschaft Glauchau                                      | 1256–1878                             | |
| Stadt Meerane | Stadt Meerane                           | Herrschaft Glauchau                                      | 1256–1878                             | |
| Seiferitz (Schönburgischer Anteil), Waldsachsen (sächs. Anteil)                                                                                              | Stadt Meerane                           | Herrschaft Glauchau                                      | 1256–1878                             | |
| Kauritz (sächs. Anteil) (Exklave) | Stadt Gößnitz (Thüringen)               | Herrschaft Glauchau                                      | 1256–1878                             | |
| Schönberg (Glauchauer Anteil), Pfaffroda (Glauchauer Anteil)                                                                                                 | Gemeinde Schönberg                      | Herrschaft Glauchau                                      | 1256–1878                             | |
| Schönberg (Waldenburger Anteil), Pfaffroda (Waldenburger Anteil)                                                                                             | Gemeinde Schönberg                      | Herrschaft Waldenburg                                    | 1378–1878                             | |
| Bergstadt Hohenstein (1490 gegr.) (Glauchauer Anteil), Stadt Ernstthal (1680 gegr.) (Glauchauer Anteil)                                                      | Stadt Hohenstein-Ernstthal              | Herrschaft Glauchau                                      | 1256–1878                             | |
| Bergstadt Hohenstein (1490 gegr.) (Waldenburger Anteil), Stadt Ernstthal (1680 gegr.) (Waldenburger Anteil)                                                  | Stadt Hohenstein-Ernstthal              | Herrschaft Waldenburg                                    | 1378–1878                             | |
| Stadt Waldenburg mit dem Schloss Waldenburg | Waldenburg                              | Herrschaft Waldenburg                                    | 1378–1878                             | Residenz der Herrschaft Waldenburg |
| Dürrenuhlsdorf, Franken, Niederwinkel, Schwaben (Waldenburger Anteil)                                                                                        | Stadt Waldenburg                        | Herrschaft Waldenburg                                    | 1378–1878                             | |
| Hermsdorf | Gemeinde Bernsdorf                      | Herrschaft Waldenburg                                    | 1378–1878                             | |
| Callenberg, Grumbach, Reichenbach (Waldenburger Anteil), Obercallenberg, Falken, Langenberg, Langenchursdorf und Meinsdorf                                   | Gemeinde Callenberg                     | Herrschaft Waldenburg                                    | 1378–1878                             | |
| Oberwiera (Waldenburger Anteil), Wickersdorf (sächs. Anteil)                                                                                                 | Gemeinde Oberwiera                      | Herrschaft Waldenburg                                    | 1378–1878                             | |
| Ziegelheim, Thiergarten, Uhlmannsdorf, Gähsnitz, Niederarnsdorf, Heiersdorf (sächs. Anteil)                                                                  | Gemeinde Ziegelheim (Thüringen)         | Herrschaft Waldenburg                                    | 1378–1878                             | |
| Frohnsdorf (sächs. Anteil) | Gemeinde Frohnsdorf (Thüringen)         | Herrschaft Waldenburg                                    | 1378–1878                             | |

### Schönburgische Landesherrschaften (kursächsische Ämter unter Oberherrschaft des Hauses Schönburg)
| Ort | heutige Ortszugehörigkeit              | zugehörige Landesherrschaft | Zeitraum des schönburgischen Besitzes | Bemerkungen                   |
| --- | -------------------------------------- | --------------------------- | ------------------------------------- | ----------------------------- |
| Remse mit dem Benediktiner-Nonnenkloster Rother Stock | Gemeinde Remse                         | Amt Remse                   | 1543–1835                             | Hauptort des Amts Remse       |
| Oertelshain, Kertzsch, Kleinchursdorf, Weidensdorf | Gemeinde Remse                         | Amt Remse                   | 1543–1835                             |                               |
| Oberwinkel | Stadt Waldenburg                       | Amt Remse                   | 1543–1835                             |                               |
| Oberwiera (Remser Anteil), Harthau (sächs. Anteil), Neukirchen (sächs. Anteil) | Gemeinde Oberwiera                     | Amt Remse                   | 1543–1835                             |                               |
| Breitenbach, Tettau, Oberdorf, Wünschendorf | Gemeinde Schönberg                     | Amt Remse                   | 1543–1835                             |                               |
| Ebersbach | Stadt Glauchau                         | Amt Remse                   | 1543–1835                             |                               |
| Abtei Oberlungwitz (Exklave) | Stadt Oberlungwitz                     | Amt Remse                   | 1764–1835                             | vor 1764 zum Amt Grünhain     |
| Tirschheim (Exklave) | Gemeinde St. Egidien                   | Amt Penig                   | 1543–1835                             |                               |
| Schwaben (Peniger Anteil) (Exklave) | Stadt Waldenburg                       | Amt Penig                   | 1543–1835                             |                               |
| Bräunsdorf (Schönburgischer Anteil), Kändler (Rittergutsanteil) | Stadt Limbach-Oberfrohna               | Amt Penig                   | 1543–1835                             |                               |
| Reichenbach (Peniger Anteil) (Exklave) | Gemeinde Callenberg                    | Amt Penig                   | 1543–1835                             |                               |
| Stadt Penig | Stadt Penig                            | Amt Penig                   | 1543–1835                             | Hauptort des Amts Penig       |
| Altpenig, Chursdorf (Peniger Anteil), Markersdorf, Tauscha, Zinnberg mit der Burg Zinnberg, Obersteinbach (sächs. Anteil), Niedersteinbach (Amtsanteil des sächs. Anteils) und Wernsdorf (Peniger Anteil) | Stadt Penig                            | Amt Penig                   | 1543–1835                             |                               |
| Hartmannsdorf, Kühnhaide | Gemeinde Hartmannsdorf                 | Amt Penig                   | 1543–1835                             |                               |
| Murschnitz | Stadt Chemnitz, Stadtteil Wittgensdorf | Amt Penig                   | 1543–1835                             | 1843 zum Amt Chemnitz         |
| Mühlau (Peniger Anteil) | Gemeinde Mühlau                        | Amt Penig                   | 1543–1835                             |                               |
| Mühlau (Rochsburger Anteil) | Gemeinde Mühlau                        | Amt Rochsburg               | 1548–1835                             |                               |
| Taura, Reitzenhain | Gemeinde Taura                         | Amt Penig                   | 1543–1835                             |                               |
| Göppersdorf mit Herrenhaide | Stadt Burgstädt                        | Amt Penig                   | 1543–1835                             |                               |
| Stadt Burgstädt | Stadt Burgstädt                        | Amt Rochsburg               | 1548–1835                             |                               |
| Burkersdorf mit Heiersdorf, Helsdorf, Mohsdorf mit Schweizerthal | Stadt Burgstädt                        | Amt Rochsburg               | 1548–1835                             |                               |
| Arnsdorf, Dittmannsdorf, Thierbach (Exklave im Amt Penig), Chursdorf (Rochsburger Anteil) und Wernsdorf (Rochsburger Anteil)                                                                              | Stadt Penig                            | Amt Rochsburg               | 1548–1835                             |                               |
| Stadt Lunzenau | Stadt Lunzenau                         | Amt Rochsburg               | 1548–1835                             |                               |
| Rochsburg mit dem Schloss Rochsburg | Stadt Lunzenau                         | Amt Rochsburg               | 1548–1835                             | Hauptort des Amts Rochsburg   |
| Himmelhartha, Berthelsdorf, Schlaisdorf, Elsdorf | Stadt Lunzenau                         | Amt Rochsburg               | 1548–1835                             |                               |
| Cossen, Göritzhain, Hohenkirchen | Stadt Lunzenau                         | Amt Wechselburg             | 1543–1835                             |                               |
| Wechselburg mit dem ehemaligen Augustiner-Chorherrenstift Zschillen | Gemeinde Wechselburg                   | Amt Wechselburg             | 1543–1835                             | Hauptort des Amts Wechselburg |
| Altzschillen, Corba, Göhren, Göppersdorf, Hartha, Seitenhain | Gemeinde Wechselburg                   | Amt Wechselburg             | 1543–1835                             |                               |
| Claußnitz, Diethensdorf, Markersdorf/Chemnitztal, Röllingshain | Gemeinde Claußnitz                     | Amt Wechselburg             | 1543–1835                             |                               |
| Königshain, Wiederau, Stein im Chemnitztal, Topfseifersdorf | Gemeinde Königshain-Wiederau           | Amt Wechselburg             | 1543–1835                             |                               |
| Winkeln | Gemeinde Seelitz                       | Amt Wechselburg             | 1543–1835                             |                               |
| Nauenhain (Exklave) | Stadt Geithain                         | Amt Wechselburg             | 1543–1835                             |                               |

## Sehenswerte Bauwerke
Das Haus Schönburg errichtete (oder übernahm) eine Reihe von Burgen und Schlössern in den Schönburgischen Herrschaften, jedoch auch in anderen Teilen Sachsens und in Böhmen. (Eine Liste findet sich unter: Schönburgische Burgen und Schlösser). Hierzu zählen in den einstigen Schönburgischen Herrschaften die folgenden Bauten (von denen sich heute die Burg Stein in Hartenstein und das Alte Schloss in Penig wieder im Besitz des Hauses Schönburg-Hartenstein befinden):
- Schloss Forderglauchau und Schloss Hinterglauchau, Residenzen der Glauchauer Herrschaften
- Schloss Waldenburg, ehem. Fürstenresidenz
- Burg Hartenstein, Residenz der Grafschaft Hartenstein, heute Ruine
- Burg Stein bei Hartenstein, Residenz der Herrschaft Stein
- Schloss Lichtenstein, Residenz der Herrschaft Lichtenstein
- Schloss Rochsburg bei Lunzenau, Herrschaftssitz des Amts Rochsburg
- Augustiner-Chorherrenstift Zschillen in Wechselburg, später Herrschaftssitz der Herrschaft Wechselburg
- Ruine Isenburg bei Wildbach
- Burg Zinnberg bei Penig, Herrschaftssitz des Amts Penig, heute Ruine
- Edelhof Alberoda
- ehemaliges Benediktiner-Nonnenkloster Rother Stock in Remse, Herrschaftssitz der Herrschaft Remse
- Grünefelder Park bei Waldenburg mit mehreren Gebäuden und dem Grünefelder Schlösschen (Teehaus)
- ehemals fürstlich-waldenburgisches „Naturalienkabinett“ (Kuriositätensammlung) mit Heimatmuseum in Waldenburg

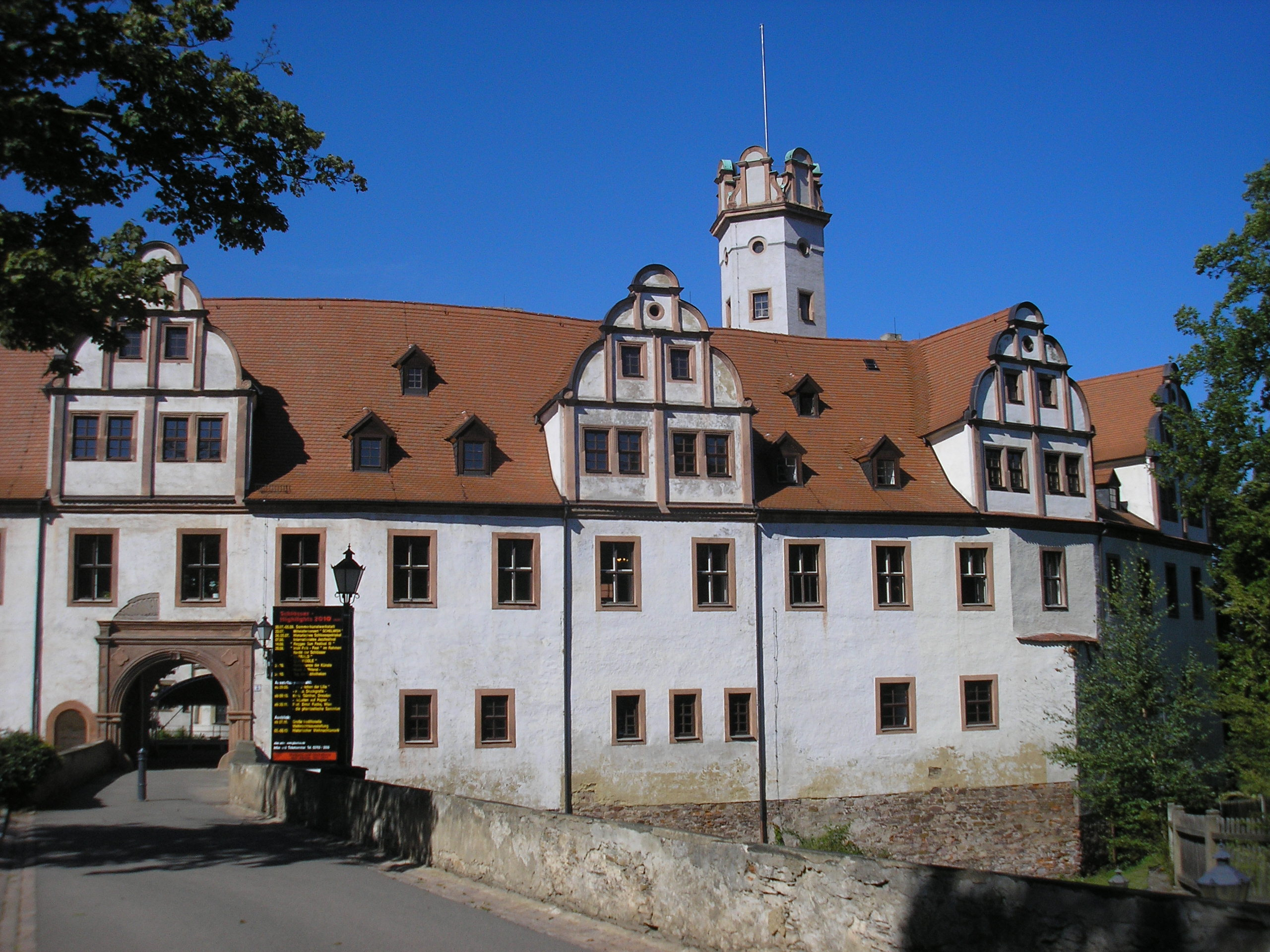
Schloss Forderglauchau
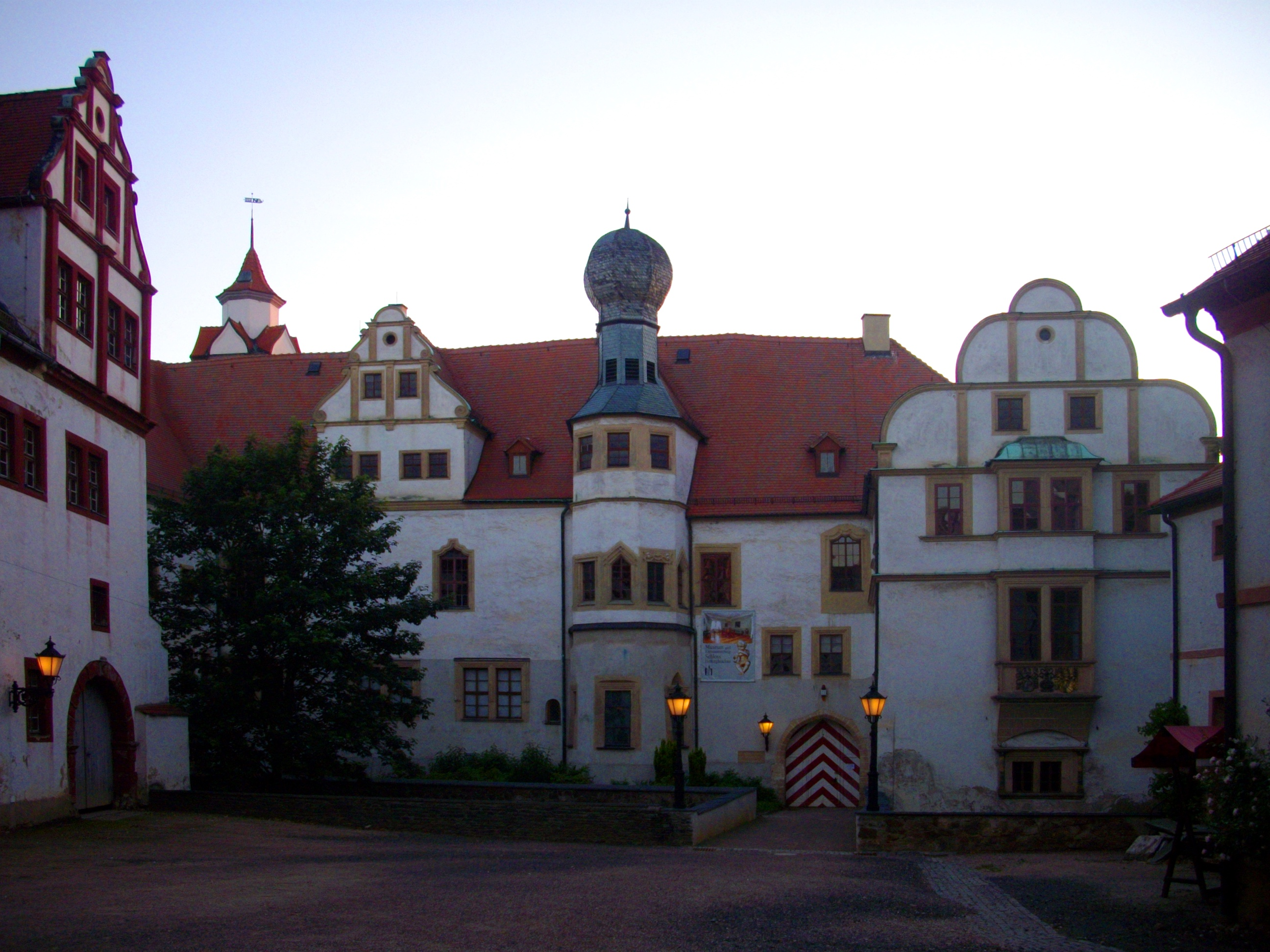
Schloss Hinterglauchau
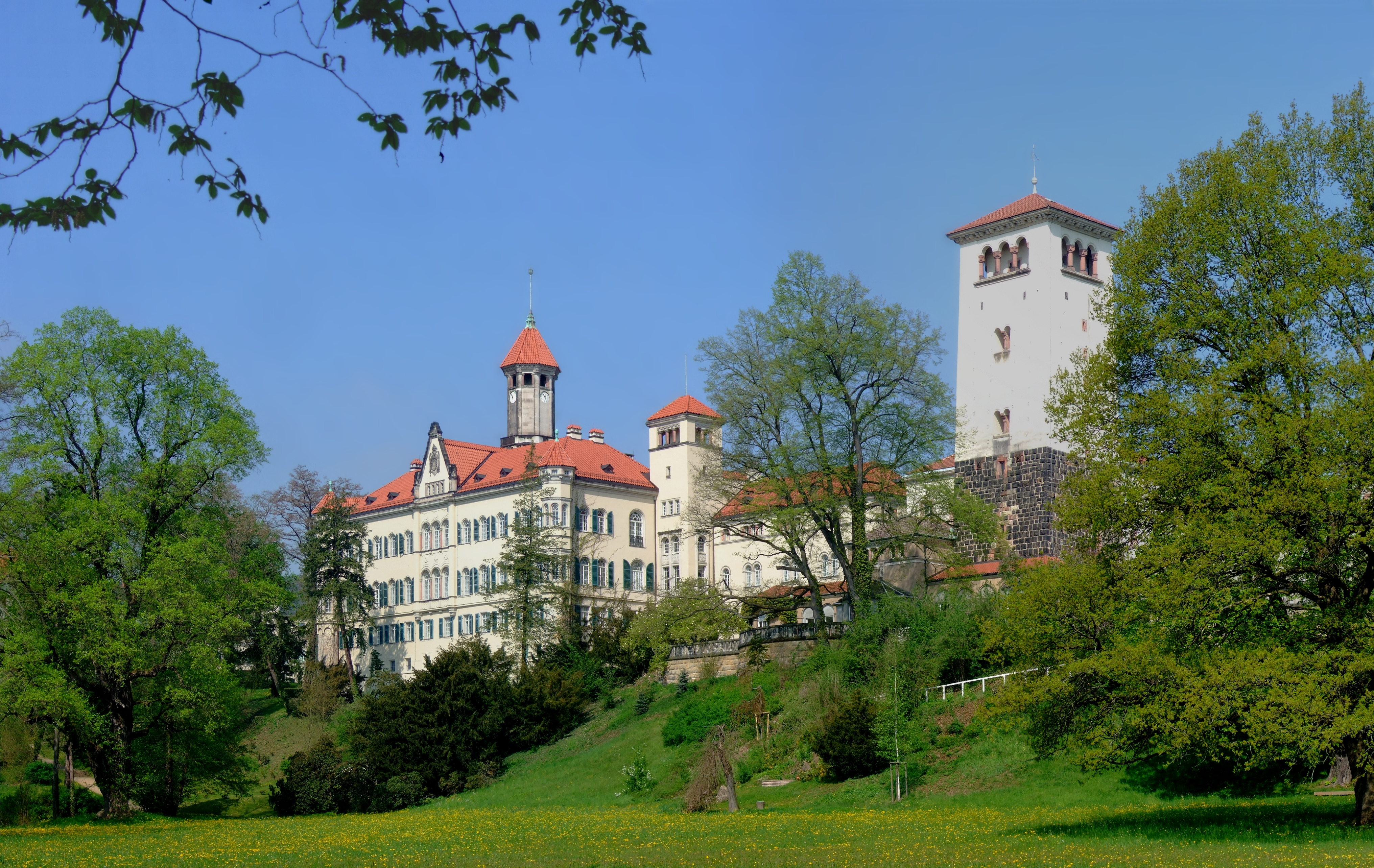
Schloss Waldenburg
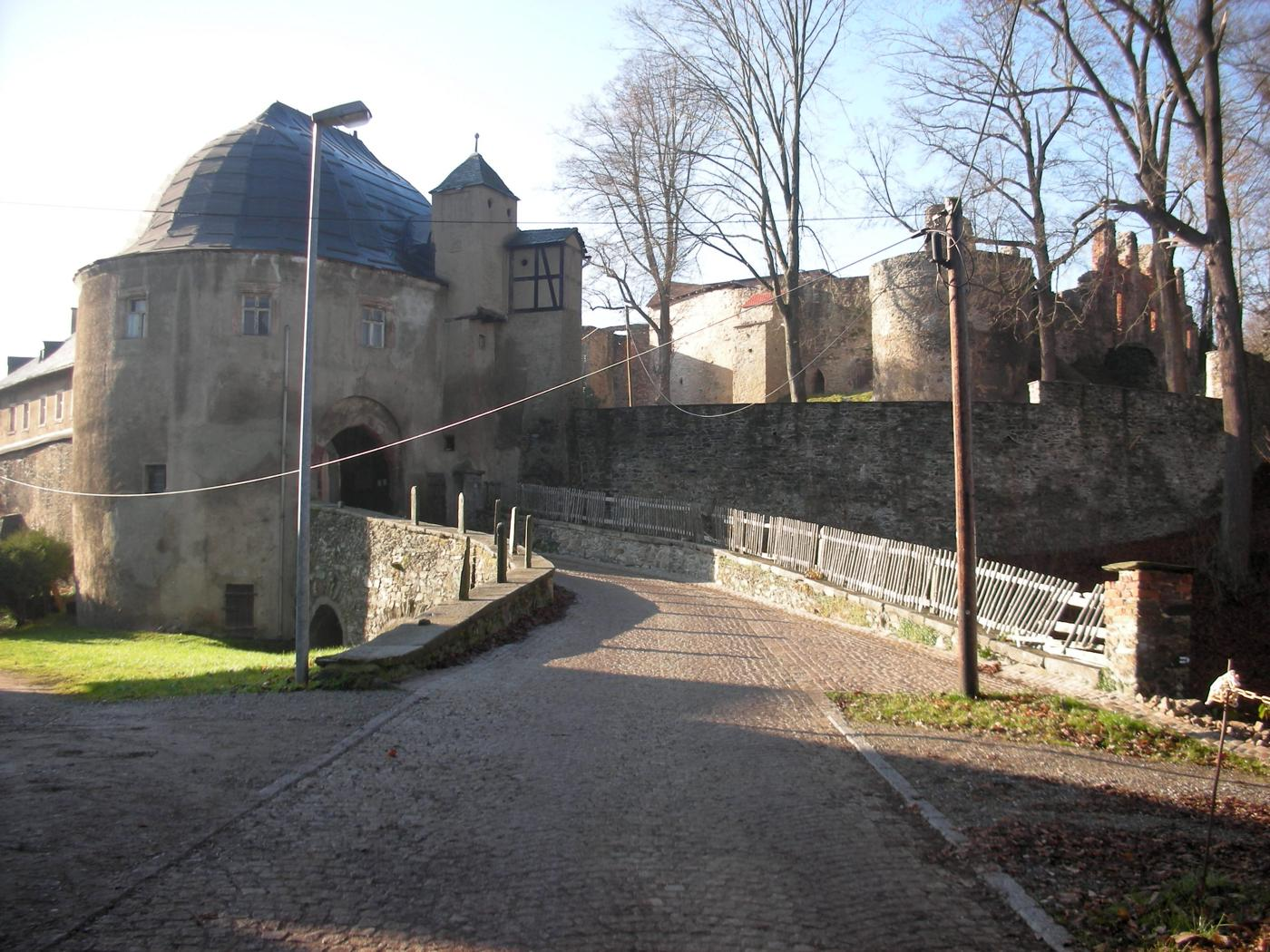
Erhaltene Vorburg von Schloss Hartenstein
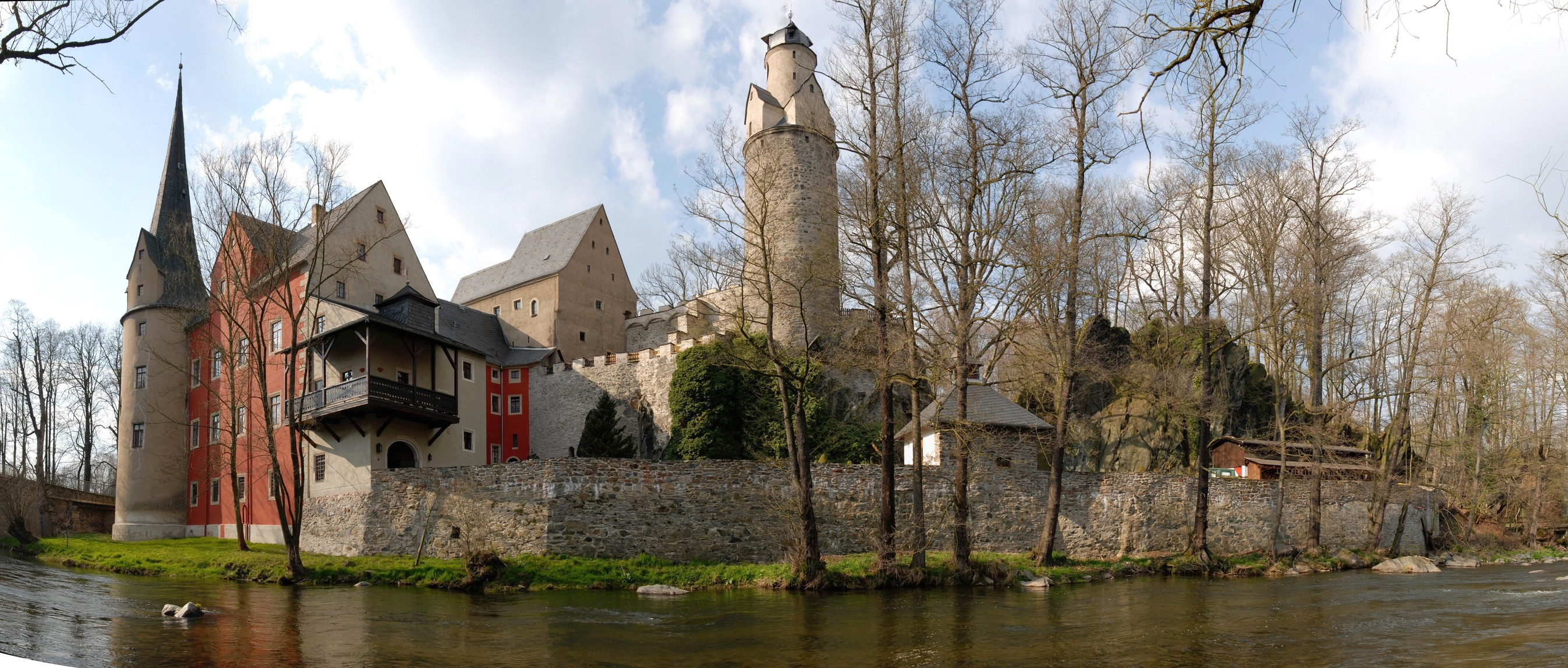
Burg Stein in Hartenstein
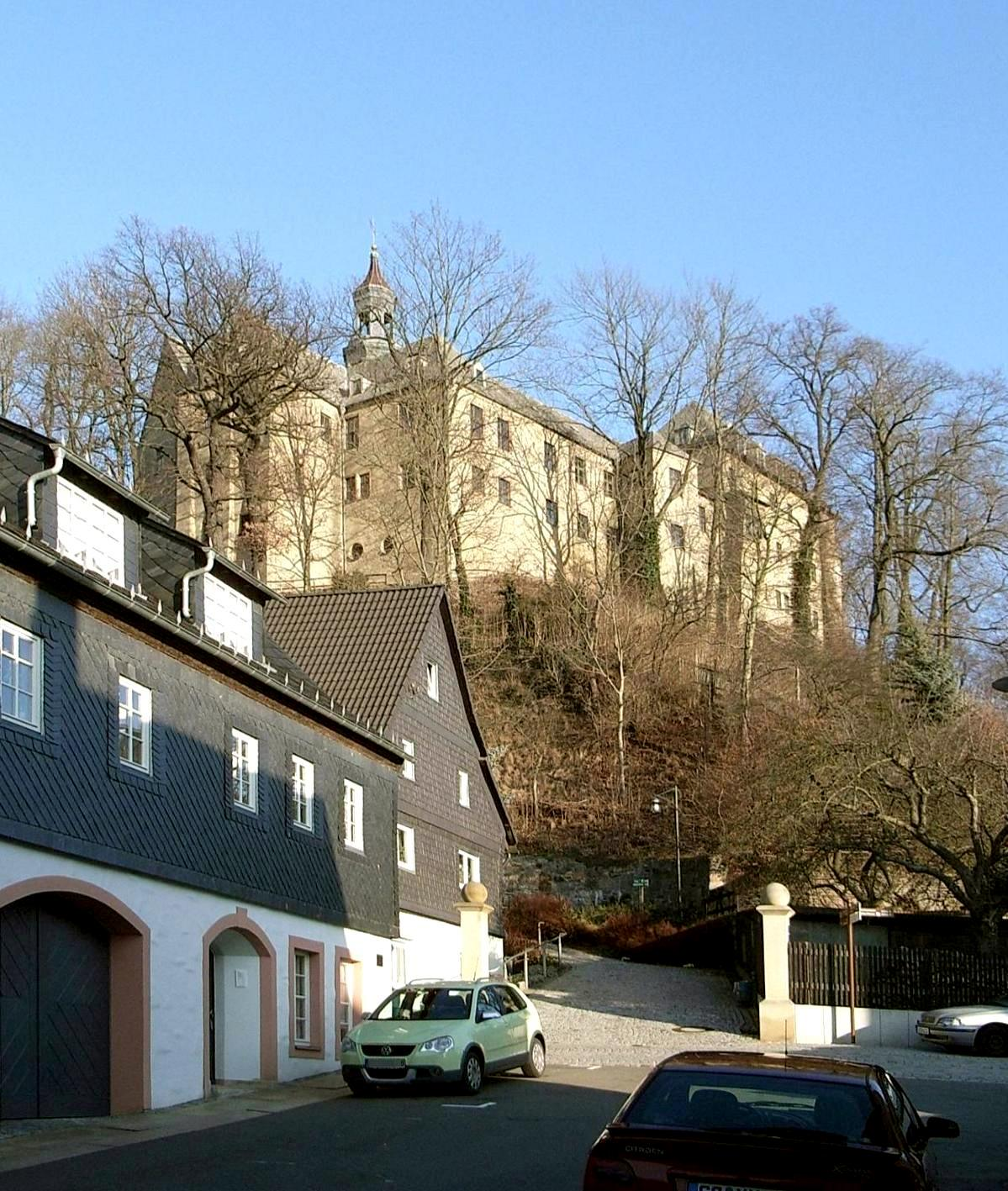
Schloss Lichtenstein
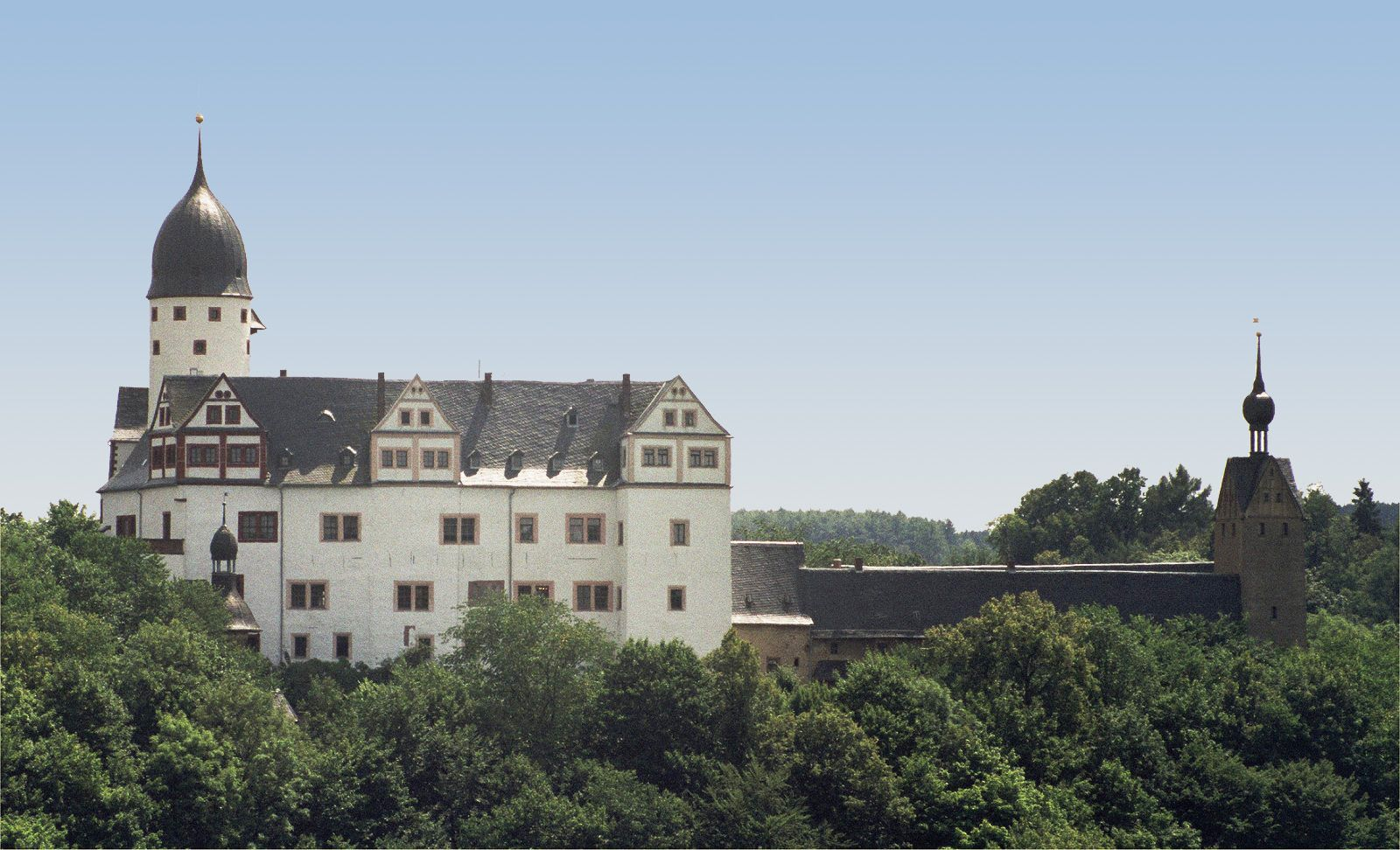
Schloss Rochsburg
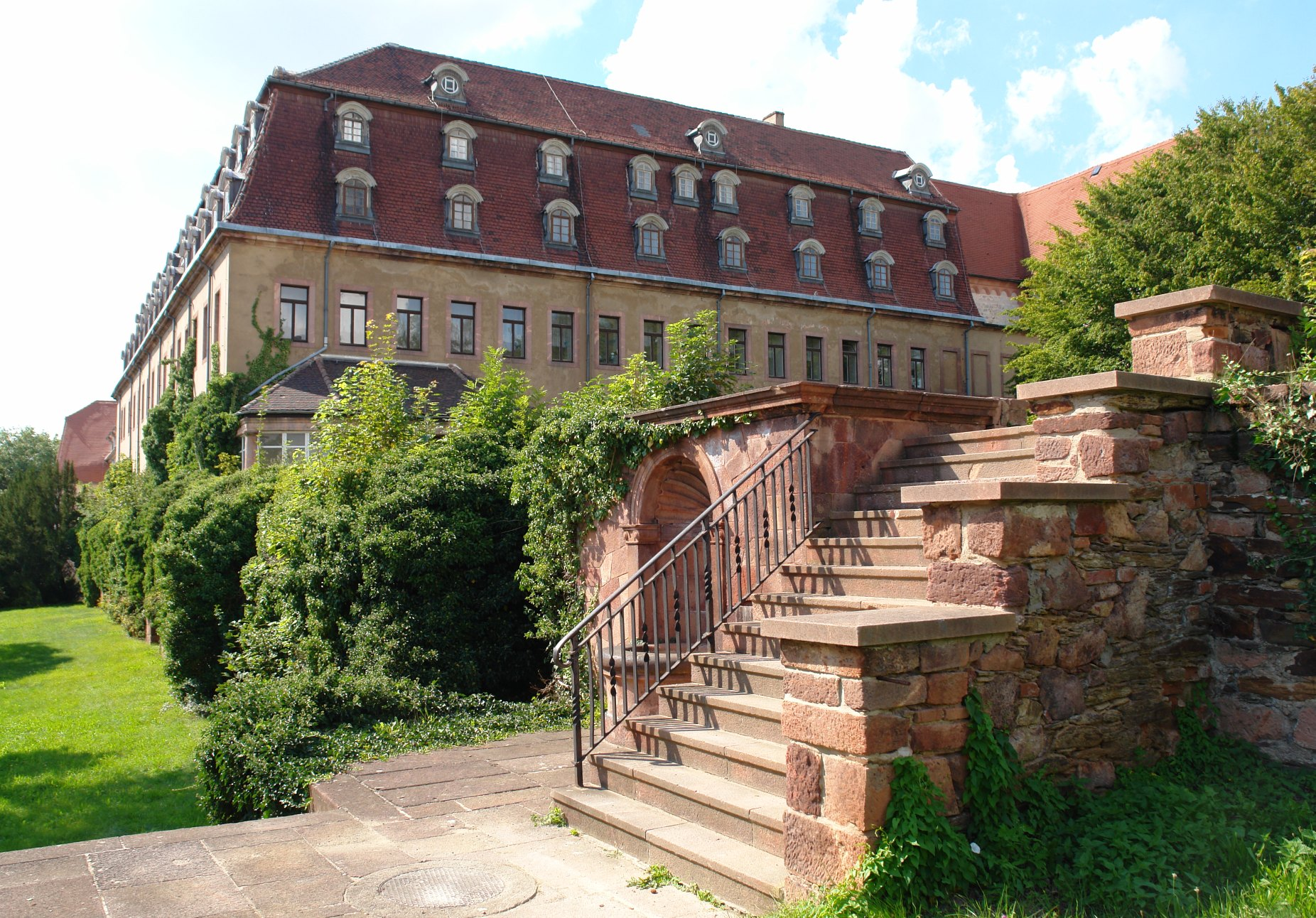
Schloss Wechselburg
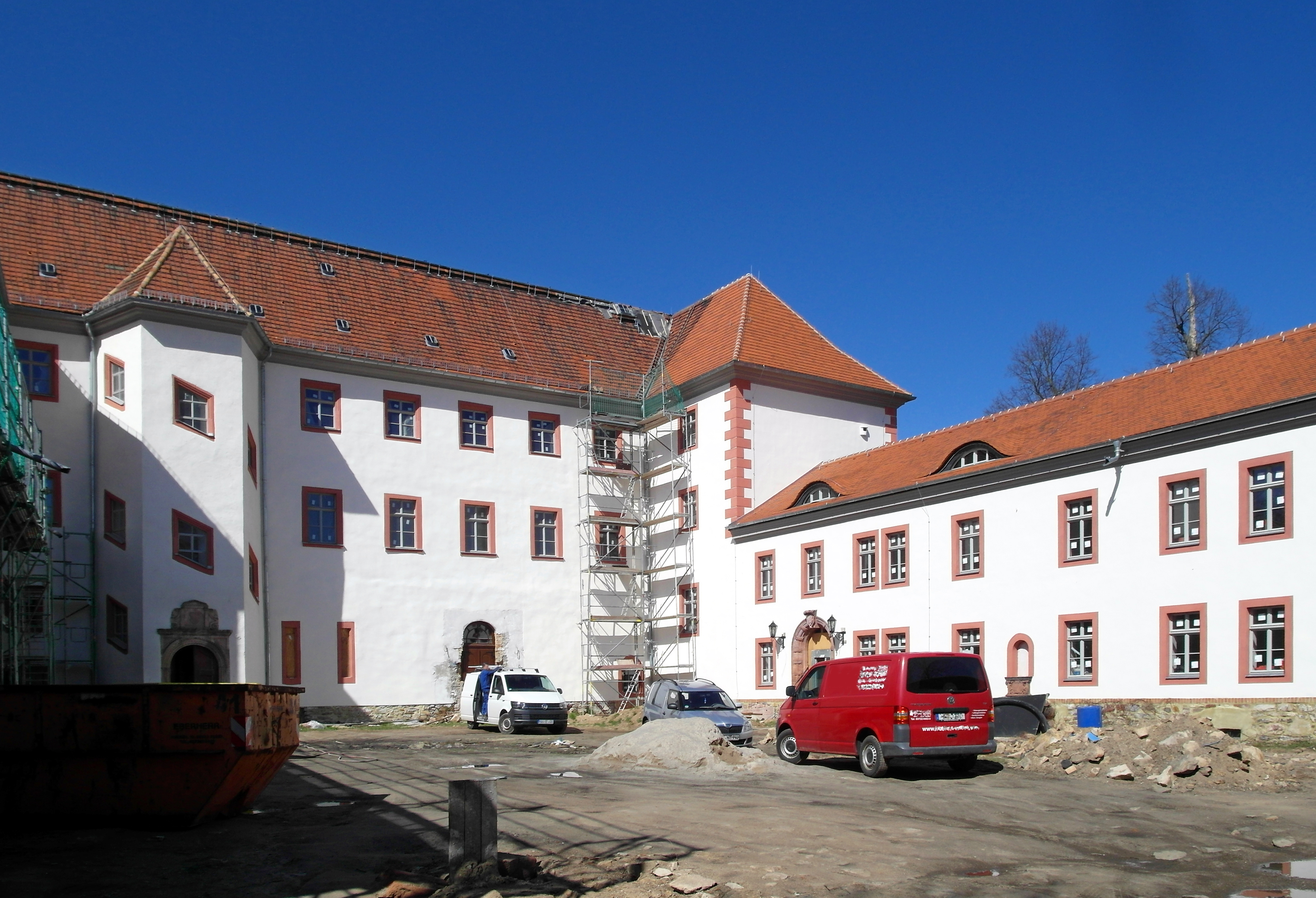
Altes Schloss Penig
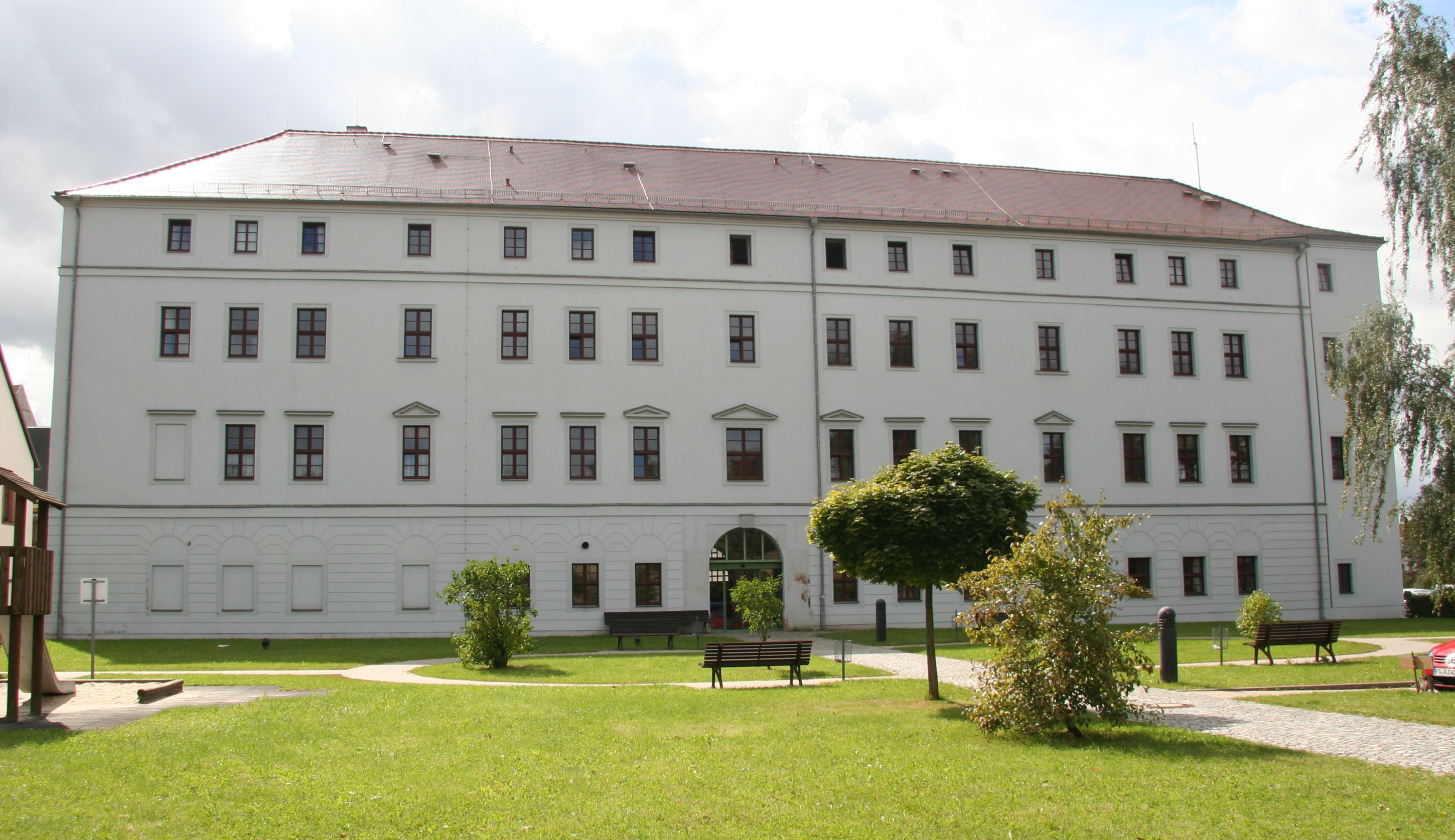
Neues Schloss Penig
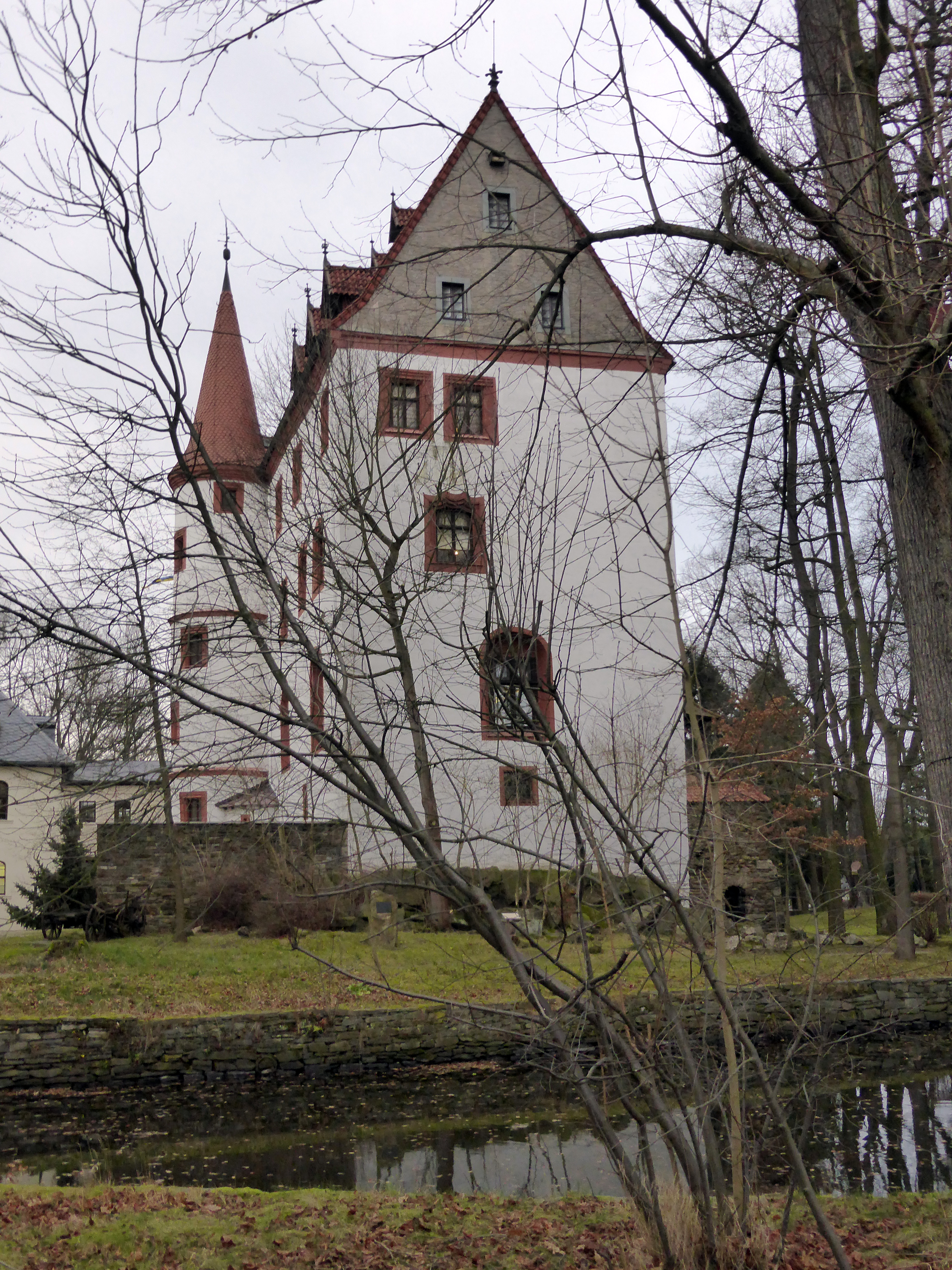
Schloss Schlettau
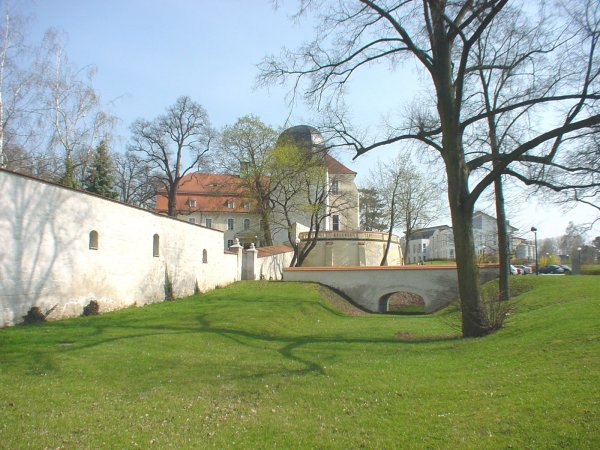
ehem. Burg Crimmitschau, heute Schloss Schweinsburg

## Historische Landkarten
Die Schönburgischen Herrschaften sind spätestens ab dem 18. Jahrhundert in Karten verschiedener Kupferstecher, Verleger bzw. Kartographen eingezeichnet. Dies betrifft insbesondere Karten des Leipziger Kartographen und Kupferstechers Johann Georg(e) Schreiber und seiner Nachkommen bzw. Witwe.
- 1567: der Kartograph Johannes Criginger erfasst die schönburgischen Gebiete auf einer Karte, die 1568 in Prag erscheint.[11]
- Ende 17. / frühes 18. Jahrhundert: Karte „Dynastiae Comitat Schoenburgici Penig, Remissa, Rochsburg, Wechselburg, in Clientela Elect: Saxon Glaucha, Hartenstein, Lichtenstein, Waldenburg...“ von Matthaeo Seutero und Geograph Caesar Aug. Vindel
- vor 1750: Karte von J. G. Schreiber: Die Aemter Borna, Pegau und Coldi(t)z in dem Leipziger Creiße gelegen…. undatiert, 18. Jahrhundert, darin eingezeichnete Schönburgische Herrschaften.
- nach 1750: Von J. G. Schreibers Witwe wurde die Karte Die Graeflich Schoenburgischen Herrschafften und Aemter Glauchau, Waldenburg, Lichtenßtein, Hartenßtein, Stein, Remißsen, Rochsburg, Penig, Wechßelburg, Oelsnitz und Ziegelheim bey J.G.Schreybers seel. Wittbe herausgegeben, nach 1750.[12]
- 1760: in Amsterdam wird die Karte Accurate Geographische Delineation derer Reichs-Gräfl. Schönburgischen Herrschaften und Aemter... von Peter Schenk (offenbar Peter Schenk der Jüngere) veröffentlicht.[13] (Herrschaften Glauchau, Waldenburg, Lichtenstein, Hartenstein, Stein, Wechselburg, Penig, Rochsburg, Remissa)
- 1760: Karte von Johann Paul Trenckmann, dem Sohn von Paul Trenckmann: „Comitatvs Schonburgensis....Hartenstein et Dynastia Stein...Remissau, Rochsburg, Penig, Wechselburg, Oelsnitz, Ziegelheim...“